# Messies
|  | Aquest article tracta sobre el concepte religiós. Vegeu-ne altres significats a «El Messies». |

En el judaisme, el messies (משיח, "l'ungit"; en hebreu estàndard) és un descendent del Rei David, que refarà la nació d'Israel i restaurarà el regne de David, tot portant la pau al món.

## Cristianisme

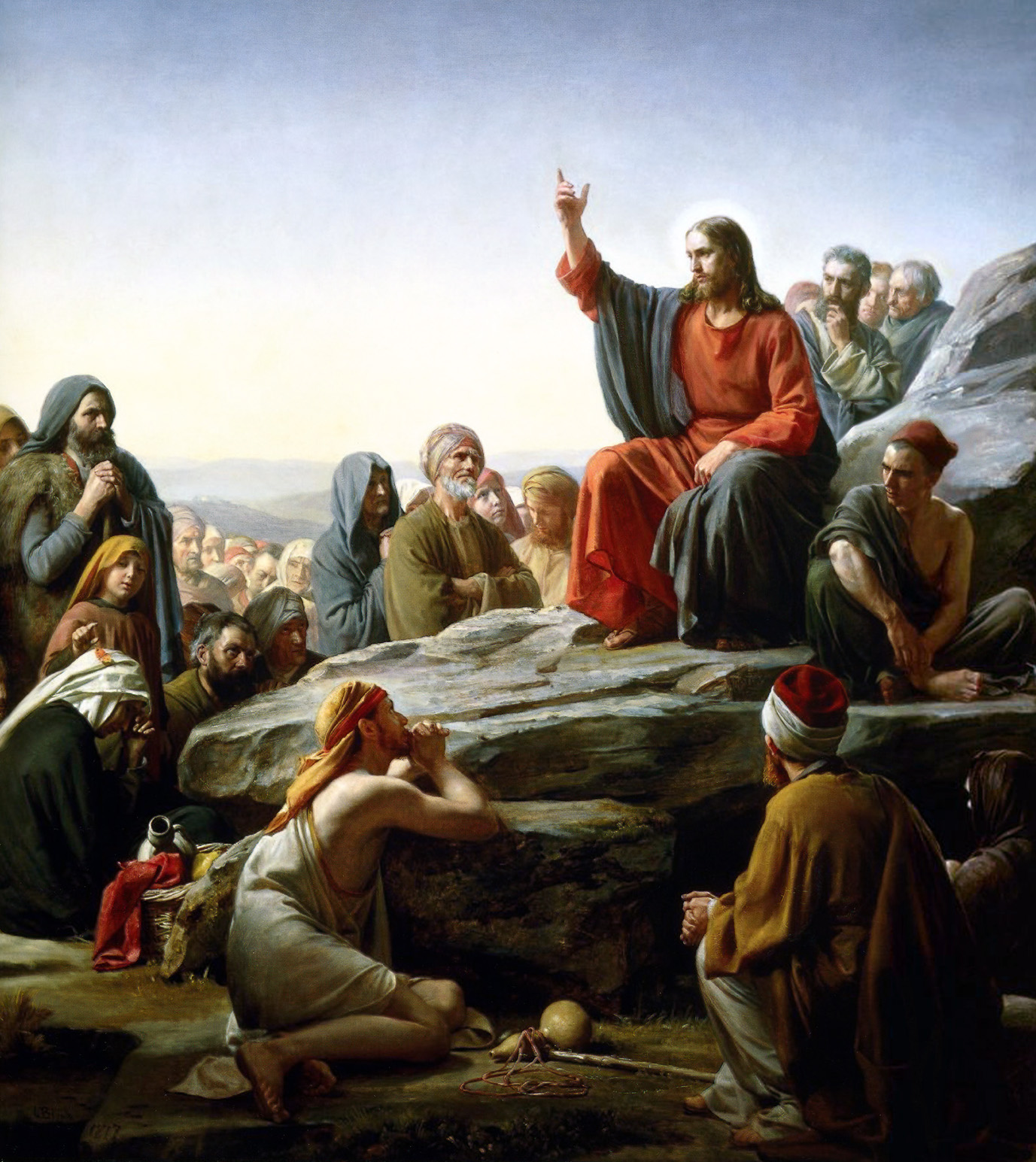
Jesús durant El sermó de la Muntanya, per Carl Heinrich Bloch (pintura del).

El cristianisme considera que Jesús de Natzaret o Jesucrist és el messies anunciat, a més del Fill de Déu. La paraula "crist" ve del grec Χριστος, khristos, traducció literal de messies. Com a prova del seu destí messiànic, els cristians presenten el compliment de les profecies de l'Antic Testament en la persona de Jesús, els miracles, prodigis, la passió, mort, resurrecció i posterior ascensió al paradís.

## Judaisme
En el judaisme, la creença en el messies jueu es fonamentà en la revelació de Déu, feta a través de la Torà o Llei de Déu. Aquesta prengué força durant el captiveri Babiloni.
Ja el profeta Isaïes havia parlat d'un misteriós personatge, que naixeria d'una verge, com consta: «Doncs el Senyor mateix us donarà un senyal: una donzella verge està encinta i donarà a llum un fill, al qui posaran per nom Emmanuel»(Isaïes 7,14).
La idea d'un messies diví no apareix fins a l'arribada del cristianisme, els jueus del segle i creien que seria un rei ungit que portaria la pau i restabliria l'estat d'Israel. Pels jueus actuals, cap dels messies apareguts al llarg dels segles són autèntics, perquè no compleixen amb els requisits de les profecies.

### Messies delsegleiisegleiia Judea
En el primer segle, durant l'ocupació romana a Galilea i Judea sorgiren nombrosos personatges messiànics que predicaven la imminent arribada d'un nou Regne.
Messies teocràtics:
- Judes el Galileu (any 6 dC)
- Judes fill d'Ezequies

Messies de tipus profètic:
- Joan Baptista (anys 20-30 dC)
- Jesús de Natzaret (anys 20-30 dC)
- Barrabàs (anys 20-30)
- Simó el Mag
- Teudes (anys 40-46 dC)
- l'Egipci (anys 52-60 dC)
- Jesús fill d'Ananies (anys 62-70)

Messies de tipus messiànics:
- Menahem Primera revolta (anys 66-70 dC)
- Simó bar Giora Primera revolta (anys 66-70)
- Simó bar Kokhba Segona revolta (anys 132-135)

Flavi Josep historiador i testimoni de l'època, els qualifica com a «impostors i homes astuts que convencien la gent de seguir-los al desert. Deien que els mostrarien prodigis i signes evidents, els quals tindrien lloc d'acord amb la providència de Déu.»
Armand Puig, referint-se als messies dels anys quaranta fins a la destrucció de Jerusalem, explica: «La gent senzilla, les classes més populars, esperen amb delit un esdeveniment definitiu que posi fi a les desigualtats socials i a la situació d'injustícia en què viuen, atiada per la ineptitud i la corrupció de les mateixes autoritats romanes: l'alliberament diví ha de suposar l'acabament sobtat de tots els seus mals. La febre profètica, indici de la desesperança de molts, no es va estroncar ni en els darrers dies del setge de Jerusalem, quan, mentre el temple ja cremava, alguns esperaran un senyal del cel que els porti l'alliberament tan anhelat.»